# Núria Vilarrubla
Núria Vilarrubla García (La Seu d'Urgell, 9 marzo 1992) è una canoista spagnola, specializzata nello slalom.

## Carriera
Vilarrubla inizia la sua carriera agonistica internazionale nel 2009, esordendo ai Campionati Europei di Canoa Slalom Junior di Liptovský Mikuláš nella Repubblica Ceca.
Dopo aver conquistato varie medaglie negli Europei e Mondiali Under 23, vince la sua prima medaglia in una competizione assoluta agli Europei 2013 di Cracovia, con un bronzo nella categoria C-1 individuale.
Il 2015 è l'anno più fruttuoso per la sportiva spagnola. Ai Campionati Europei 2015 di Markkleeberg ottiene un bronzo nel C-1 individuale e il primo oro in carriera nel C-1 a squadre coadiuvata da Annebel van der Knijff e Klara Olazabal, mentre ai Mondiali di Londra 2015 porta a casa un bronzo nel C-1.
L'anno successivo agli Europei 2016 di Liptovský Mikuláš guadagna la sua prima medaglia d'oro individuale con la vittoria nella categoria nel C-1. Torna a medaglia due anni dopo ai Campionati europei di canoa slalom 2018 di Praga, con il bronzo nel C-1 a squadre insieme a Miren Lazkano e Klara Olazabal.
Nel 2019 vince un argento nel C-1 individuale agli Europei di Pau, e un'altra medaglia dello stesso metallo nella gara C-1 a squadre con Olazabal e Ainhoa Lameiro ai Mondiali di La Seu d'Urgell, città natale della canoista catalana.
Nel 2021 gareggia nella categoria C-1 femminile ai Giochi olimpici di Tokyo 2020, raggiungendo la finale, dove chiude all'8º posto. A settembre dello stesso anno mette in bacheca un argento nel C-1 a squadre ai Mondiali slovacchi di Bratislava, insieme a Olazabal e Lazkano .

## Palmarès
- Mondiali - Slalom

Londra 2015: bronzo nel C1.
La Seu d'Urgell 2019: argento nel C1 a squadre.
Bratislava 2021: argento nel C1 a squadre.
- Europei - Slalom

Cracovia 2013: bronzo nel C1.
Markkleeberg 2015: oro nel C1 a squadre.
Markkleeberg 2015: bronzo nel C1.
Liptovský Mikuláš 2016: oro nel C1.
Praga 2018: bronzo nel C1 a squadre.
Pau 2019: argento nel C1.